# Piúria

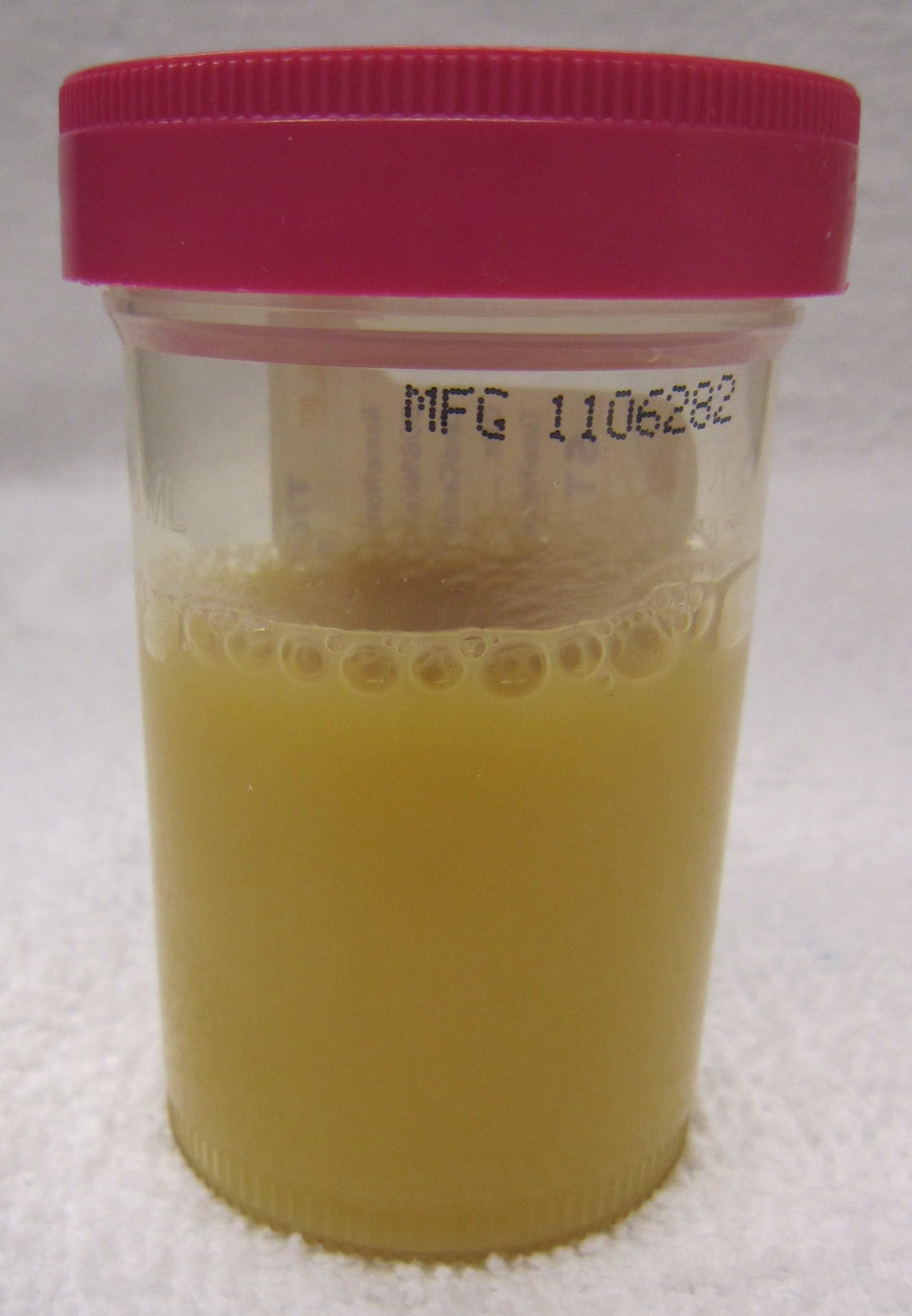
O pus torna a urina descolorada, nublada e muda seu odor.

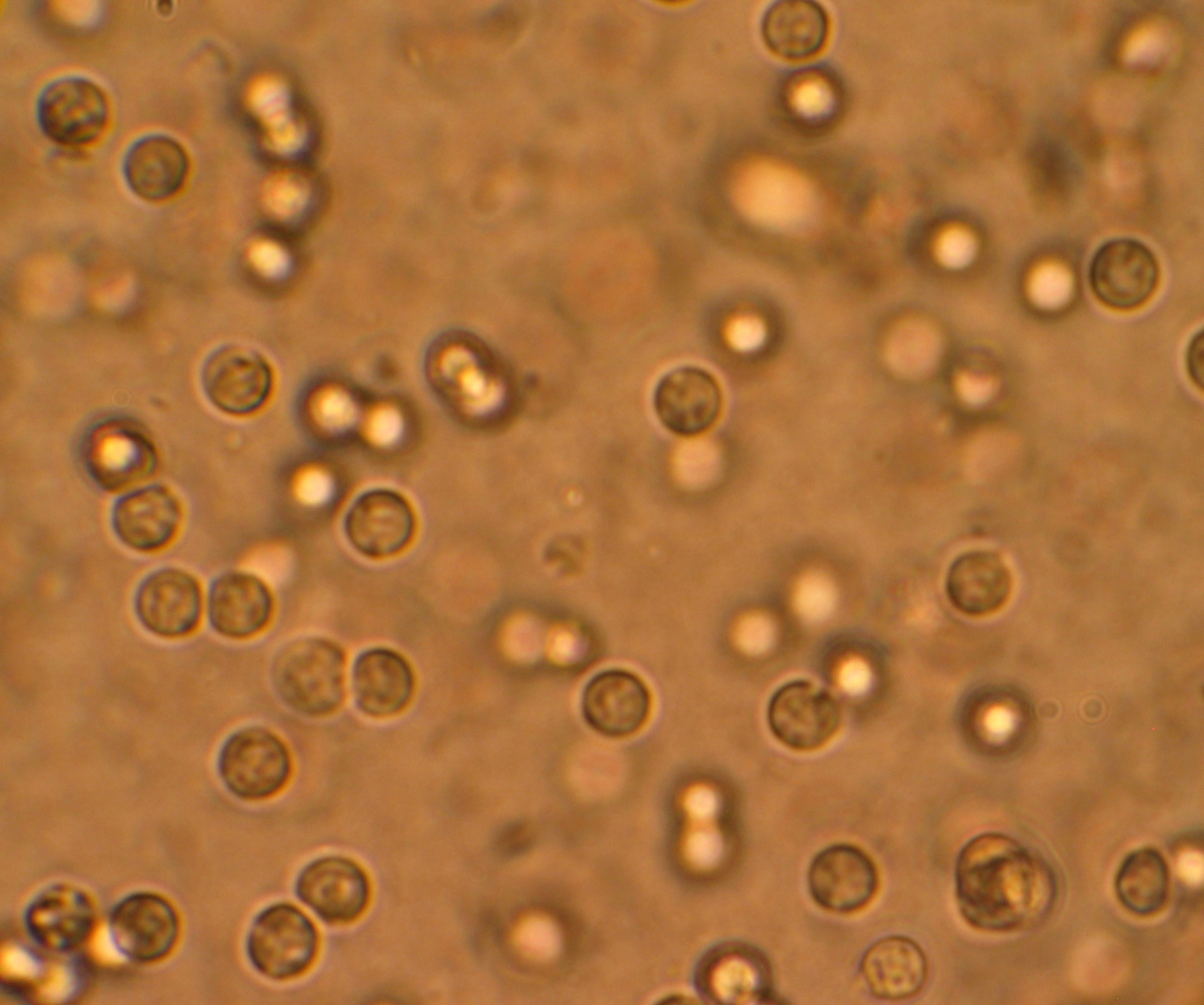
Células brancas saguíneas vistas em microscópio numa amostra de urina.

Piúria é a presença de leucócitos degenerados ou pus na urina. Pode ser um sinal de uma infecção bacteriana, viral ou fúngica do trato urinário. A causa mais comum é cistite.
A piúria é diagnosticada analisando com um microscópio no jato médio da urina matinal. Geralmente 5 ou mais leucócitos por campo são suficientes para o diagnóstico. Ou 2.000.000 de leucócitos em uma amostra de urina coletada por 24h. Deve ser encarado como indício de infecção urinária; no entanto, tanto a infecção como a piúria podem ser detectadas de forma independente.
O termo médico para a presença de muitos leucócitos na urina é leucocitúria. Quase sempre esse termo é usado como sinônimo de piúria. Esses glóbulos brancos na urina que geram pus também podem ser chamadas de piócitos (grego para "células de pus"). O normal são menos de 10.000 piócitos por cada mL de urina, mais que isso indicam resposta inflamatória.

## Causas
Geralmente, a piúria clássica, com urocultivo positivo, ocorre como consequências de:
- infecções do trato urinário(ITU)
  - Cistite
  - Pielonefrite
  - Prostatite
  - Uretrite
- Urolitíase
- Glomerulonefrite
- Sepse
- Bacteriemia por pneumonia

### Piúria estéril
Quando um exame de urina detecta mais de 10 leucócitos por mm3, mas o urocultivo é negativo pode ser causado por:
- Bactérias de crescimento lento ou que não crescem nos meios de cultivo comuns: Tuberculose, Clamídia, Gonococo, Mycoplasma ou ureaplasma.
- Falso negativo devido à contaminação da amostra.
- Nefrite intersticial: sarcoidose (linfócitos não neutrófilos).
- Pedras nos rins.
- Necrose papilar renal: diabetes, doença falciforme, nefropatia analgésica.
- Neoplasia do tracto urinário, incluindo cancro renal e cancro da bexiga.
- Rins policísticos.
- Cistite intersticial.
- Prostatite.
- Parasitas.
- Doenças inflamatórias crônicas como Doença de Kawasaki e Lúpus eritematoso sistêmico.
- Herpes genital,[6] HIV mal controlado e [7]